# Darjeeling
Darjeeling er en by i den indiske stat Vestbengalen, og den er hovedby for regionen af samme navn, som ligger ved foden af Himalayabjergene i højder mellem 2.000 og 3.000 meter over havet. Regionen er bedst kendt for sin teproduktion. Darjeeling anses af mange for at være det fineste mærke blandt de såkaldte "sorte" teer. I de senere år er området også begyndt at producere oolong og hvide teer.
Byen Darjeeling har forbindelse til omverdenen via en 80 km lang, smalsporet bane ("the Toy Train") til byen Siliguri eller ad en landevej, som følger og krydser banen adskillige gange.